# خروسان
خروسان، روستایی از توابع بخش جاپلق شهرستان ازنا در استان لرستان ایران است. روستا خوش اب هوا است            

## زبان
زبان این روستا لری با گویش مخصوص گاپله است.

## جمعیت
این روستا در دهستان جاپلق شرقی قرار دارد و براساس سرشماری مرکز آمار ایران در سال ۱۳۸۵، جمعیت آن ۲۷۷ نفر (۷۴ خانوار) بوده‌است.

## سد خروسان
"سد خروسان" با وسعتی حدود ۱۲ هکتار در بخش جاپلق با مرکزیت شهر ازنا و در ۴ کیلومتری "روستای خروسان" واقع شده است که در سال ۱۳۷۱  به منظور مصارف کشاورزی به بهره‌برداری کامل رسید. این سد سالیانه پذیرای تعداد بسیاری از پرندگان مهاجر بوده به‌طوری‌که همین امر سبب شد تا اطلاعات زیست‌محیطی آن پس از طی مراحل اداری و گرفتن استعلامات مربوطه در شهرستان جهت ثبت به سازمان حفاظت محیط زیست سپرده شود.